# 大花树萝卜
大花树萝卜（学名：Agapetes neriifolia var. maxima）为杜鹃花科树萝卜属下的一个变种。

## 扩展阅读
- 維基物種上的相關：大花树萝卜